# Feenkreis

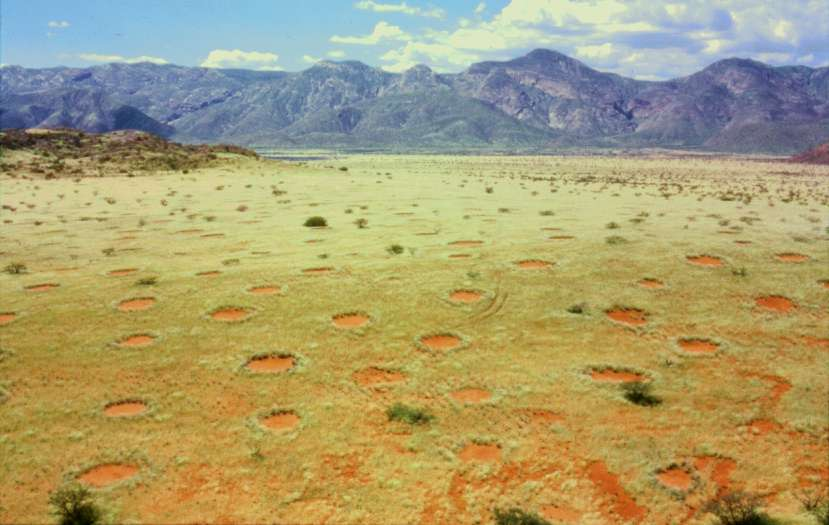
Feenkreise im Marienflusstal in Namibia, im Hintergrund die Hartmannberge

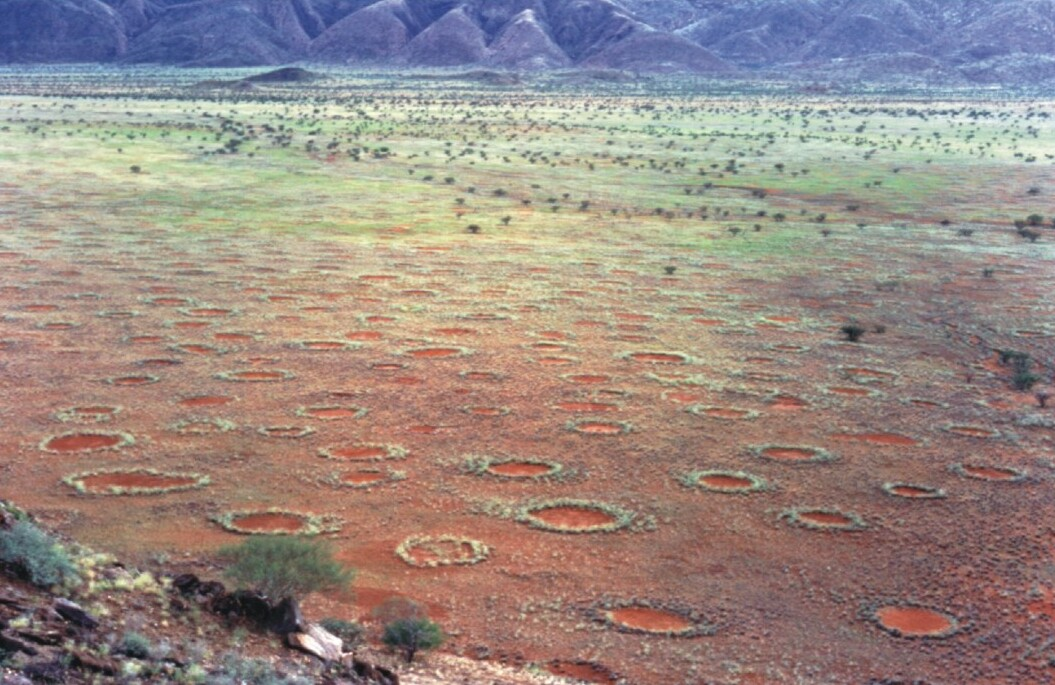
Feenkreise im Marienflusstal in Namibia

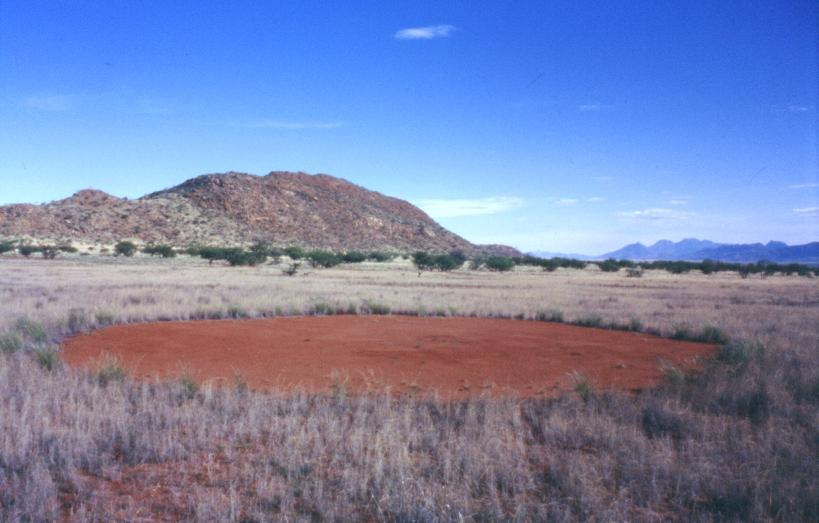
Einzelner Feenkreis im Marienflusstal in Namibia

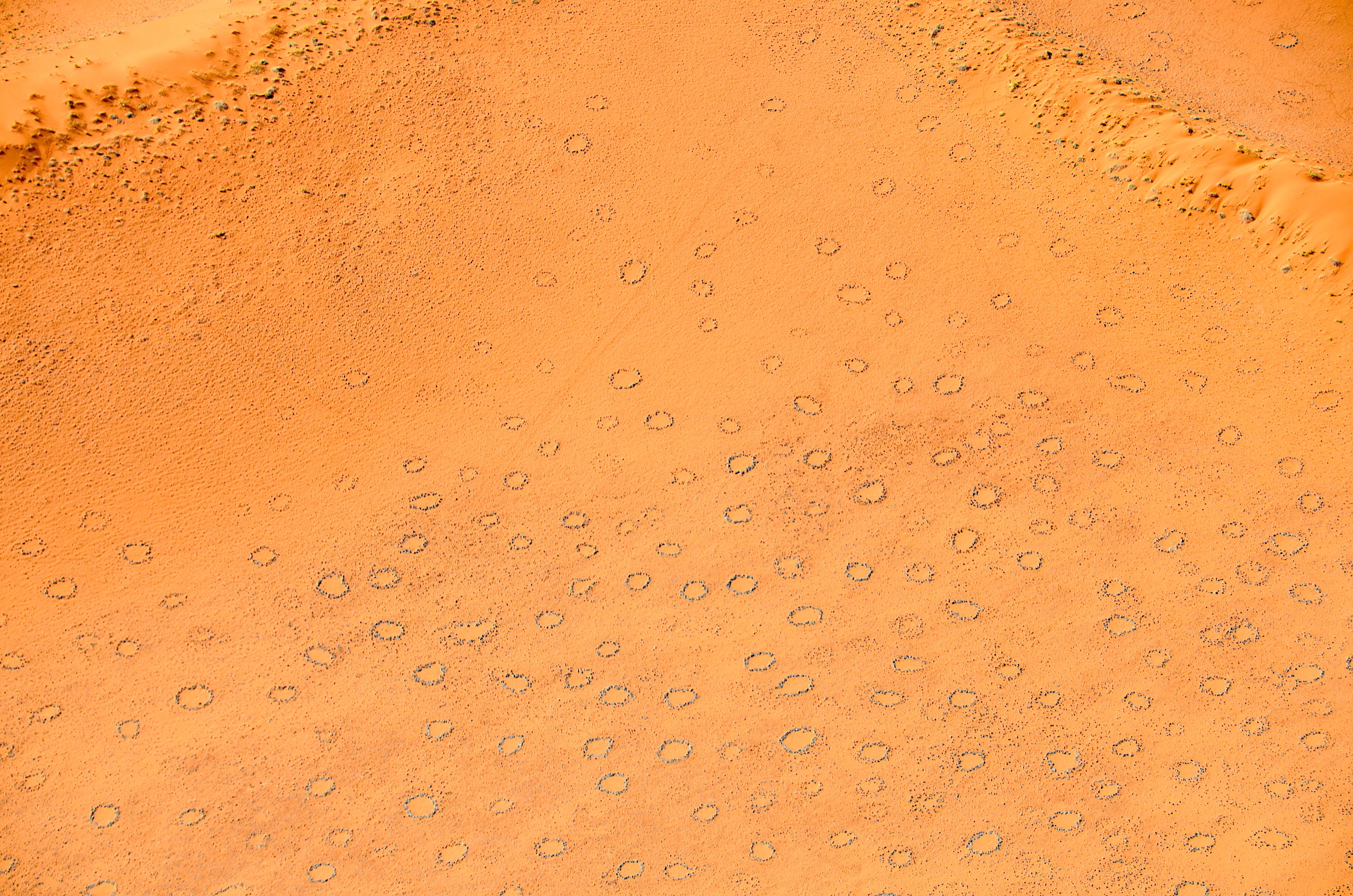
Feenkreise aus der Luft im Namib-Naukluft-Park (2017)

Der Feenkreis ist ein Phänomen, das vor allem in trockenen Graslandschaften im Südlichen Afrika, beispielsweise in Namibia, beobachtet werden kann. Dabei handelt es sich um vegetationslose, grob kreisförmige Kahlstellen inmitten von Grasflächen (Gattung Stipagrostis), die von einem Ring kräftiger gewachsenen Grases umgeben sind. Die Entstehung dieser Kreise wird seit Jahrzehnten wissenschaftlich untersucht.
Auffallend ist die ähnlich große, ungefähr kreisrunde Form, die erkennen lässt, dass der Effekt, der zur Bildung der Feenkreise führt, mehr oder weniger die gleiche Reichweite in allen Richtungen hat und in jedem der Kreise ähnlich stark ist. Schließlich ist festzustellen, dass sich die Kreise in Größe und Position über Jahrzehnte nicht verändern, und untereinander ähnliche Abstände einnehmen, sich aber keinesfalls überschneiden. Anderes wäre bei rein zufälligen oder temporären Einflüssen wie z. B. von Tierkot zu erwarten. Insofern muss ein komplexerer Mechanismus für die Entstehung der Feenkreise verantwortlich sein, über den verblüffender Weise bisher kein Konsens erzielt wurde. Nicht auszuschließen ist auch das Vorliegen unterschiedlicher Ursachen in den verschiedenen Gegenden, wo man Feenkreise gefunden hat.
2014 wurden von einem Forscherteam des Helmholtz-Zentrums für Umweltforschung Leipzig (UFZ) auch Feenkreise in Australien entdeckt (mit Gräsern der Pflanzengattung Triodia, deutsch: Stachelkopfgräser) und untersucht.
Im Oktober 2022 wurde erneut eine Theorie der Universität Göttingen vorgestellt, die behauptet, die endgültige Grundlage zur Entstehung gefunden zu haben. Demnach entstehen Feenkreise durch pflanzliche Selbstorganisation. Im Februar und Juni 2024 wurden zwei weitere neue Studien vorgestellt, die nun den endgültigen Grund der Kreise in der physikalischen Gegebenheit des Bodens und in der Abhängigkeit der Pflanzen vom Regen sehen.

## Entstehungshypothesen

### Tierische Aktivitäten (Termiten)
In Namibia untersuchte Feenkreise enthalten unterirdische Termitengänge. Radaruntersuchungen legten nahe, dass sich unter den Kreisen Schichten feuchteren Bodens befinden.
Am 29. März 2013 wurde im Fachjournal Science in Zusammenarbeit mit der namibischen Gondwana Collection eine mögliche Entstehungsursache veröffentlicht. Demzufolge befreit die Sandtermite (Psammotermes allocerus) den Sandboden von einjährigen Gräsern, damit versickerndes Regenwasser nicht von den Gräsern aufgenommen wird und über die Blätter verdunstet, sondern in den tieferen Bodenschichten bleibt. In Gebieten mit durchschnittlich 100 mm Regen im Jahr befinden sich im Sandboden unter den Kreisen stets mehr als 5 Volumenprozent Wasser – selbst nach jahrelanger Trockenheit. Diese Werte erhielt der Biologe Norbert Jürgens im Rahmen einer Langzeitstudie in Feenkreisen auf dem Gelände der Namib Desert Lodge südlich von Solitaire. Der Wasserspeicher sorgt in den Gängen der Termiten für eine relative Luftfeuchtigkeit von 98 %, die das Insekt zum Überleben benötigt. Jürgens untersuchte nicht nur vegetationslose Zonen, sondern auch die Grasgürtel am Rande der Feenkreise, die er aufgrund ihres üppigeren Wuchses „Luxusgürtel“ nannte.
Feenkreise im südwestlichen Angola südlich von 16,23° Süd werden von Sandtermiten erzeugt, die nördlichen von Erntetermiten (Hodotermes mossambicus), die mit der Gattung Microhodotermes eng verwandt sind. Die nördlicheren Hodotermitidae-Feenkreise mit einem mittleren Durchmesser von bis zu 24 Metern sind zwei- bis neunmal größer als die südlicheren Psammotermes-Feenkreise. Nur die nördlichen Kreise reichern Salze im Boden an und haben in der Mitte eine Bodenerhebung mit dem Termiten-Nest.
Ein ähnliches Phänomen gibt es in den Prärien Nordamerikas. In Idaho erzeugen Ameisen Feenkreise.
Auch Termiten der Art Baucaliotermes hainsei stehen im Verdacht, die Kreise zu verursachen.
Die verborgene Lebensweise der Termiten erschwert Untersuchungen. Ihr Bau kann mehrere Meter unter der Oberfläche liegen. Zur Grasernte verlassen Erntetermiten nur nachts ihren Bau oder wenn akuter Nahrungsmangel sie dazu zwingt. Dabei werden sie oft Beute des Erdwolfs (Proteles cristatus), einer auf Termiten spezialisierten Hyänenart, und anderer Fressfeinde, wie dem Wüstengoldmull.
Nach dem Ameisenforscher Walter Tschinkel seien im Boden keine Hinweise auf das Wirken der Insekten zu finden. Auch die Nährstoffsituation in den Kreisen unterscheide sich nicht. Der namibische Termitenexperte Eugene Marais fand ebenso keine Anzeichen für eine starke Präsenz von Sandtermiten in Feenkreisen und schlussfolgerte, dass diese Termiten nicht ursächlich sein können.
Mitte 2023 wurde die Theorie, dass die Feenkreise durch Termiten entstehen, zum wiederholten Male hervorgebracht. Allerdings behaupteten schon Ende 2022 mehrere Feenkreisforscher aus den USA, Südafrika, Israel und Deutschland, dass Termiten als Ursache der Feenkreise nicht in Frage kommen. Systematische Messdaten und Vergleichsfotos zu den Wurzeln der abgestorbenen Gräser sprechen demnach gegen Termitenherbivorie. Im August 2024 bestätigten voneinander unabhängige Feenkreisforscher erneut, dass die jungen, unbeschädigten Gräser im Feenkreis durch Austrocknung absterben, aber nicht durch Termiten. Im Februar 2025 publizierten die Termiten- bzw. Pflanzenexperten Walter Tschinkel und Michael Cramer eine zusammenfassende Überblicksstudie zu den Feenkreisen, in der sämtliche Theorien diskutiert wurden. Die Autoren schlussfolgern, dass viele Fakten gegen die Termitentheorie sprechen, wohingegen die Theorie der pflanzlichen Selbstorganisation als einzige Erklärung mit allen Beobachtungen übereinstimmt.

### Geologische Gegebenheiten
Jüngere Untersuchungen in Afrika ließen auch eine chemische Entstehungshypothese zu. Wissenschaftler des Fachbereichs Botanik der Universität Pretoria untersuchten in einigen Feenkreisen die Gaszusammensetzung des Bodens. Gase und Flüssigkeiten geologischen Ursprungs könnten bei der Entstehung der Feenkreise eine Rolle spielen. Mit einem Gasanalysator wurde mehrfach der Gehalt an Kohlenmonoxid (CO), Kohlendioxid (CO2), Sauerstoff (O2), Schwefelwasserstoff (H2S) sowie Stickstoffdioxid (NO2) bestimmt.
CO lässt Rückschlüsse auf das Vorhandensein von Erdgas zu. Erdgas ist ein Stressfaktor für die Vegetation: Kohlenwasserstoffe steigern die Tätigkeit von oxidierenden wie auch beispielsweise Schwefel reduzierenden Bakterien, welche den Sauerstoffgehalt im Boden reduzieren. Dies beeinflusst den pH-Wert des Bodens und damit die Verfügbarkeit von Mineralstoffen, die für das Pflanzenwachstum notwendig sind.

### Selbstorganisation
Die Theorie der pflanzlichen Selbstorganisation wurde 2004 erstmals von südafrikanischen Autoren für die Feenkreise hervorgebracht. Feenkreise mit ihren scharfen Abgrenzungen zwischen Vegetation und kahlem Boden sind demnach nur ein Beispiel von vielen Vegetationsmustern, die weltweit in Trockengebieten entstehen.
Die über große Distanzen auffällig homogene Verteilung der Kreise spricht nach Ansicht von Forschern des UFZ für eine natürliche Selbstorganisation. Das großflächige Verteilungsmuster soll über eine Computersimulation zu replizieren sein. Dem Effekt liege eine Konkurrenz um Ressourcen zu Grunde. Bei besserer Wasserversorgung liege eine deutlich verringerte Verteilungsdichte vor.
Für eine Selbstorganisation spricht die Entdeckung von Feenkreisen im Nordwesten Australiens. Diese sind 10.000 km von Namibia entfernt und weisen keine Termitentätigkeit auf. Das Auftreten in weit entfernten, differierenden Ökosystemen legt ein universelles Prinzip der Musterbildung nahe. Ursächlich sei eine Biomasse–Wasser-Rückkopplung, die eine kreisförmige Anordnung bewirke. Dies bedeute auch, dass diese Muster lediglich von Menschen bislang zumeist unbeobachtet blieben.
Der Biologe Stephan Getzin hatte prägnante Muster durch Luftbilder und Satellitendaten erkennen können; für eine Erklärung zur Entstehung der Feenkreise bedurfte es der Modelle des israelischen Physikers Ehud Meron, einer der bekanntesten Wissenschaftler der Selbstorganisation, und dessen Arbeitsgruppe an der Ben-Gurion-Universität. In Namibia haben Feenkreise Abstände von 12 bis 14 Metern; der Boden ist poröser und grober Sand, wo das Niederschlagswasser schnell eindringen kann. In Australien sind die Feenkreise mit Durchmessern von 5 bis 6 Metern kleiner, so dass unter der Bodenoberfläche nichts auffindbar ist. Kennzeichen der selbstorganisierten Vegetationsmuster ist die Artenarmut im trockenen Grasland. Es gibt nur ein oder zwei Grassorten, die von Niederschlägen profitieren, die in den oberen Bodenflächen eindringen. Die verschiedenen Rückkopplungen von Biomasse und Niederschlägen und damit die gegenseitige Beeinflussung von Grasentwicklung und Regenwassernutzung führen zur Musterbildung bei den Feenkreisen.
Viele Messungen zur Bodenfeuchte und zum Pflanzenwachstum untermauern die Selbstorganisationstheorie. Südafrikanische und amerikanische Forscher wiesen mit radioaktiv markiertem Wasser nach, dass die Pflanzen das Bodenwasser über viele Meter horizontal ansaugen. Deutsche Ökologen zeigten mit kontinuierlichen Messdaten, dass die Gräser das tiefer liegende Bodenwasser aus den Feenkreisen absaugen. Laut einer Studie aus dem Jahr 2024 gilt die Trockenheit des Bodens innerhalb des Kreises als Ursache für das Phänomen.
Langzeitsatellitenbeobachtungen ergaben, dass die Feenkreise einem Lebenszyklus von Entstehen und Vergehen unterliegen, je nach Größe liege er bei 24 bis 75 Jahren.

### Pflanzengifte
Eine derartige Theorie soll im Juni 2021 nach mehr als 40 Jahren widerlegt worden sein.

## Film
- Namibia – Das Geheimnis der Feenkreise. Dokumentarfilm, Österreich, 2011, 45 Min., Buch und Regie: Barbara Fally-Puskás, Produktion:  Magic Touch Films, ORF, Reihe: Universum, Erstsendung: 22. September 2011 bei ORF2, Inhaltsangabe.